# Otto Jöhlinger

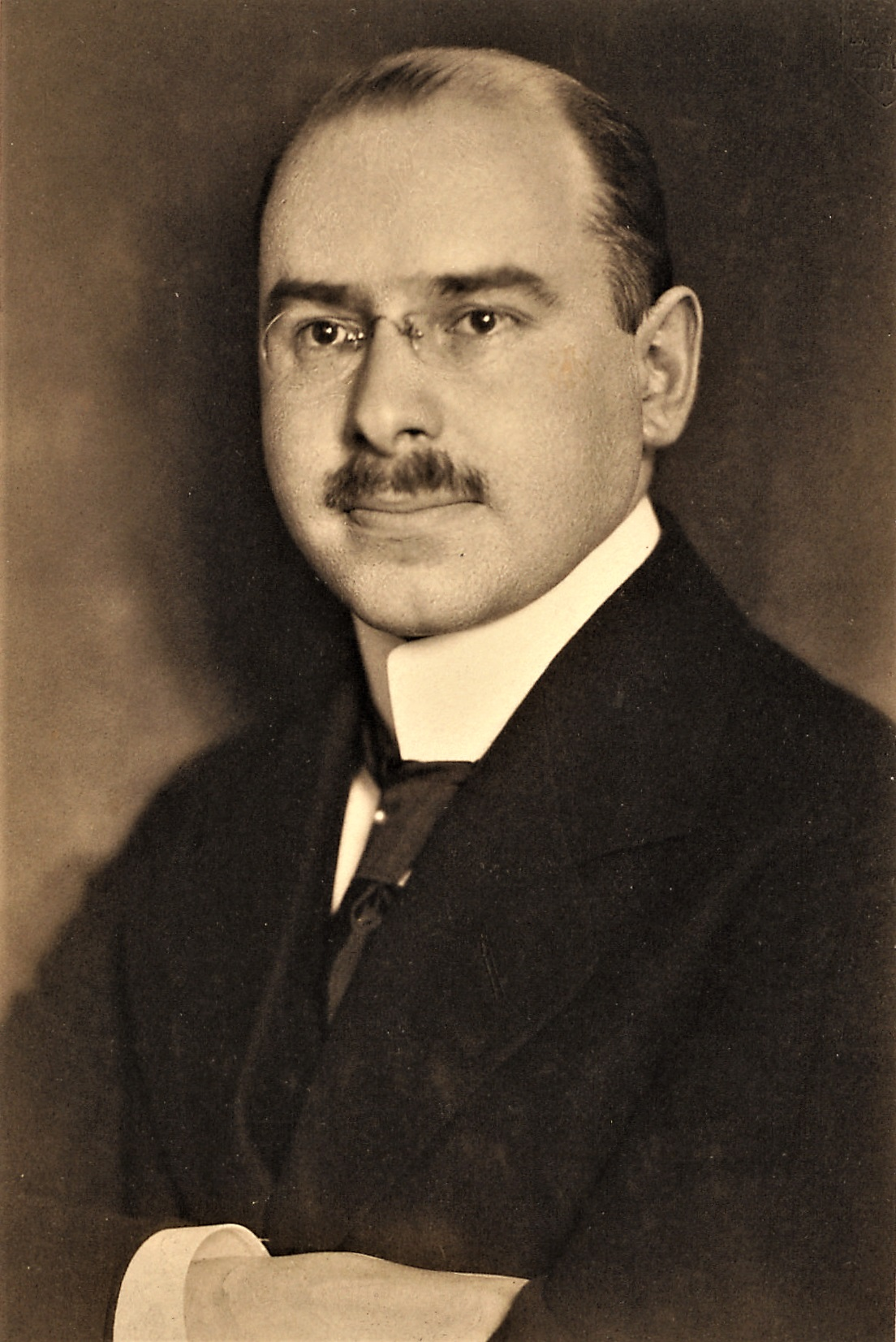
Otto Jöhlinger (1913)

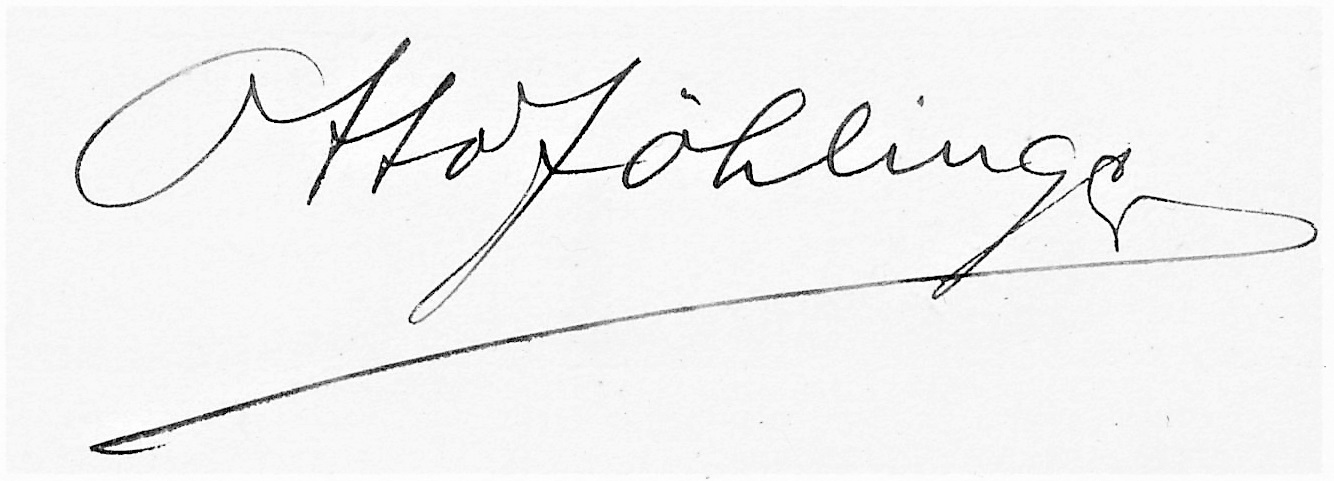
Unterschrift Otto Jöhlingers (1913)

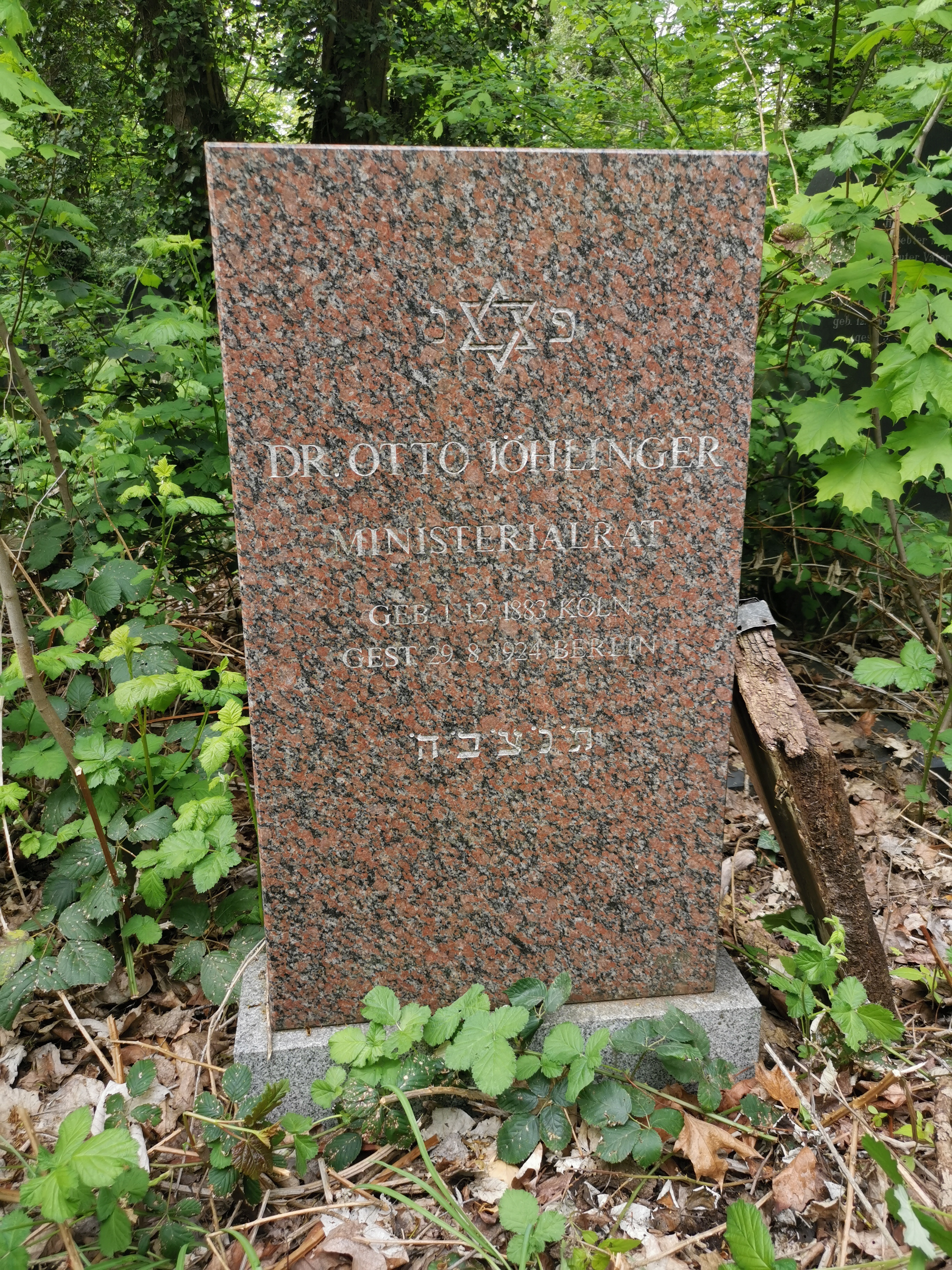
Grab auf dem Jüdischen Friedhof Berlin-Weißensee, Feld A 4

Otto Daniel Jöhlinger (* 1. Dezember 1883 in Köln; † 20. August 1924 in Berlin), meist nur Otto Jöhlinger, war ein deutsch-jüdischer Wirtschaftsjournalist, Nationalökonom und Zeitungswissenschaftler. Zu seinen besonders beachteten wissenschaftlichen Werken gehört die Studie Bismarck und die Juden (1921), in der er nachwies, dass sich der völkische Antisemitismus zu Unrecht auf Otto von Bismarck stützte.

## Herkunft und private Lebensstationen
Der gebürtige Kölner kam aus einer aus Süddeutschland nach Köln zugewanderten jüdischen Händlerfamilie. Sein Vater Eduard Jöhlinger war Getreidekaufmann in Köln. Seine Mutter hieß Therese Hirsch. Er hatte eine Schwester, Flora Jöhlinger.
Am 8. Juni 1914 heiratete er Lydia Wilhelmine Elisabeth geborene Paasch (* 3. Juni 1888; † unbekannt) aus Berlin. Sie war nicht Jüdin, sondern wie ihre Eltern evangelisch. Sie war Tochter des Arztes und Geheimen Sanitätsrats Richard-Alexander Paasch und dessen Gattin Adele, geborene Hillringhaus. Sein Schwiegervater war neben dem Arztberuf ein namhafter Schriftsteller (Tragödien, Sachbücher).
Als junger Mann wurde Jöhlinger nicht zum Militärdienst verpflichtet. Erst 1917 wurde Jöhlinger eingezogen. Er absolvierte die Infanterie-Ausbildung beim Leib-Grenadier-Regiment „König Friedrich Wilhelm III.“ (1. Brandenburgisches) Nr. 8 in Frankfurt an der Oder. Ein Unfall beendete seine Soldatenzeit.
1923 kaufte Jöhlinger in Werder (Havel) das Anwesen der ehemaligen Gastwirtschaft „Gerlachshöhe“. Das Haus blieb in Familienbesitz. 1938 wurde sie durch das nationalsozialistische Regime enteignet. Erst in den 1990ern wurde das Grundstück dem Nachfahren Wolfgang Jöhlinger rückübertragen. Von der früheren beliebten Höhengaststätte steht noch eine Ruine.
Bereits seit 1921 oft schwer krank, erfüllte er seine vielen öffentlichen, publizistischen und wissenschaftlichen Aufgaben phasenweise nur unter großen Schwierigkeiten. Er verstarb mit nur 40 Jahren nach mehrmonatiger Bettlägerigkeit an einer schweren Blutkrankheit in seiner Wohnung in der Yorckstraße 84d in Berlin–Kreuzberg. Neben den Todesanzeigen der Familie wurde Jöhlingers Tod in vielen Zeitungen gemeldet; ausführlichere Nachrufe erschienen u. a. bei seinen früheren Arbeitgebern, der Kölnischen Zeitung und dem Berliner Tageblatt.

## Ausbildung
Er besuchte zunächst das Marzellen-Gymnasium, schloss es aber nicht mit dem Abitur ab. In der Ausbildung folgte er dem Weg seines Vaters als Kaufmann in den Getreidehandel. Zunächst Mitarbeiter einer Importfirma, studierte er (offenbar auch in Teilzeit) von etwa 1900 bis 1907 an der Handelshochschule Köln. Während seiner Studienzeit baute Jöhlinger jedoch schon Kontakte zu Redaktionen auf und wurde schließlich Mitarbeiter der Kölnischen Zeitung. Jöhlinger nannte den Kölner Dozenten der Handelshochschule Robert Brunhuber (* 1878; † 1909 ermordet in China) seinen Lehrer. Dieser war einerseits Asienforscher (Indien, Tibet, China) und nährte Jöhlingers Interesse an internationalen Wirtschaftsbeziehungen und der Orientalistik, andererseits war er ein Pionier der Presseforschung und der Zeitungswissenschaft (u. a. als Verfasser eines Lehrbuchs der Zeitungskunde). Beiden Forschungs- und Wissenszweigen sollte Jöhlinger folgen.
1907 zog er in die Reichshauptstadt um. Er setzte sein Studium für zwei Jahre an der Berliner Universität und für drei Semester an der Handelshochschule Berlin fort.

## Journalismus
Mit seinem aus seiner praktischen Erfahrung im Handel entstandenen Buch Die Praxis des Getreidegeschäftes an der Berliner Börse: Ein Hand- und Lehrbuch für den Getreidehandel (1910) empfahl sich Jöhlinger als Experte für die internationalen Agrar- und Rohstoffmärkte. Das hochspezialisierte kaufmännische Buch erschien 1917 in einer nach den Umwälzungen der Kriegswirtschaft aktualisierten Auflage und galt auch in der Weimarer Republik noch als Standardwerk.
Diese Expertise war auch für den Wirtschaftsjournalismus interessant, den er bereits während seiner Zeit an der Handelshochschule Köln bei der Kölnischen Zeitung kennengelernt hatte. Das liberale Berliner Tageblatt bot ihm eine Stelle als Handelsredakteur an, also als Mitglied der Wirtschafts- und Finanzredaktion. Spätestens 1910 zeichnete er als verantwortlicher Redakteur des Handelsteils. Berlin war der bedeutendste Industrie-, Banken- und Börsen-Standort des Deutschen Reiches. Zugleich bot es zahlreiche wissenschaftliche Einrichtungen. Das intellektuelle Tageblatt ermunterte seine Redakteure zur Beteiligung am Geistesleben und an den Schnittstellen zur Wissenschaft, und so schrieb er parallel auf akademischem Niveau über Kolonialwirtschaft, Finanzen, Agrar- und Getreidehandel.
Neben dem Tagesjournalismus schrieb Jöhlinger immer wieder für Fachzeitschriften (Zeitschrift für Handelswissenschaften und Handelspraxis, Finanz-Archiv, Jahrbücher für Nationalökonomie und Statistik, Schmollers Jahrbuch für Gesetzgebung, Verwaltung und Volkswirtschaft, Zeitschrift für Politik) und für politisch-literarische Publikumszeitschriften (Koloniale Rundschau, Nord und Süd, Die Grenzboten, Die neue Zeit). Beispielsweise war er von 1912 bis 1916 für die politisch-literarische Zeitschrift Nord und Süd als Autor tätig, vor dem Krieg für die ständige Rubrik „Koloniale Rundschau“, später mit Übersichten und Aufsätzen zur volkswirtschaftlichen Situation und zum Wirtschaftskrieg bei.
Nach seinem kurzzeitigen Wehrdienst 1917 wechselte Jöhlinger in die Redaktion der Norddeutschen Allgemeine Zeitung als Leiter des volkswirtschaftlichen Teils; später leitete er auch den Handelsteil. Das bis dahin „offiziöse“, als Regierungssprachrohr geltende Traditionsblatt war gerade vom Verleger Reimar Hobbing übernommen worden. Hobbing hatte große Pläne für einen Umbau zu einem anspruchsvollen, international bedeutenden Blatt („deutsche Times“) und suchte gezielt nach herausragenden Köpfen, auch Wissenschaftlern, für seine Redaktion. Die NAZ wurde im November 1918 zur Deutschen Allgemeinen Zeitung.
Im Frühjahr 1919 war Jöhlinger Presse-Mitglied der deutschen Delegation bei den Verhandlungen zum Versailler Friedensvertrag. Er setzte sich mit den wirtschaftlichen Folgen der Reparationen, Auflagen und Gebietsabtretungen auseinander. 1920 würdigte er das Buch Die wirtschaftlichen Folgen des Friedensvertrags des britischen Mitglieds des Obersten Wirtschaftsrats, John Maynard Keynes, als „literarische Tat“.
Als die Deutsche Allgemeine Zeitung im Mai 1920 hinter dem Rücken der Redaktion an den konservativen Großindustriellen Hugo Stinnes verkauft wurde, gehörte Jöhlinger zu den drei prominenten Mitarbeitern, die demonstrativ mit entsprechendem öffentlichen Aufsehen kündigten; neben Jöhlinger waren dies Verlagsdirektor Otto Karl Stollberg und der Ressortleiter Innenpolitik Oskar Müller.

## Ministerialbeamter
Nach dem Krieg wurde Jöhlinger von der republikanischen Reichs- und Landespolitik als Experte herangezogen. Im Juli 1919 wurde der just promovierte Jöhlinger vom Reichsarbeitsminister als Sachverständiger in eine Arbeitszeit-Kommission für die Bergleute berufen. Als der Reichsfinanzminister Matthias Erzberger im Februar 1920 ausschied, wurde zeitweise kolportiert, dass Jöhlinger vorläufig mit den Geschäften des Reichsfinanzministeriums betraut werden solle.
Nach dem Abschied von der DAZ wurde Jöhlinger Ministerialrat (Vortragender Rat) im Preußischen Finanzministerium in der neuen wirtschaftspolitischen Abteilung. Er erhielt dort unter anderem die Zuständigkeit für Hochschulen.

## Hochschullehrer und Wissenschaftler
Ab 1912 war Jöhlinger neben seinem Beruf als Zeitungsredakteur Dozent der Staatswissenschaften am Seminar für Orientalische Sprachen der Berliner Universität. Seine wissenschaftliche Qualifikation und Tätigkeit ergab bei Kriegsbeginn 1914 eine Berufung in den Wirtschaftlichen Beirat des Reichsmarineamts. Durch seine zahlreichen Aufsätze und Bücher bekam Jöhlinger auch in Wissenschaftskreisen Anerkennung.
Allerdings hatte er keinen Doktorgrad, und so musste ihm eine weitere Universitätskarriere verschlossen bleiben. Da er am Gymnasium auch kein Abitur abgelegt hatte, konnte er seine zwei Studienjahre an der Berliner Universität auch nicht bis zur Promotion fortführen. 1917 erreichte er jedoch, dass der Preußische Kultusminister Friedrich Schmidt-Ott ihn durch besondere Verfügung zum Doktorexamen zuließ; dabei wurden seine zwei Studienjahre an der Universität, seine Schriften und seine Dozententätigkeit berücksichtigt. 1918 wurde er an der Universität Breslau zum Doktor der Nationalökonomie (Dr. rer. pol.) promoviert. Seine Doktorarbeit schrieb er über „Die russischen Finanzen vom Kriegsausbruch bis zum Sturz des Zaren“. Diese wurde nur als Manuskript (Hochschulschrift) gedruckt und an Universitäten verbreitet.

### Der Nationalökonom
Seine Antrittsvorlesung 1912 trug den Titel „Das heimische Kapital und die deutschen Kolonien“, die im selben Jahr als Buch erschien.
Ein Schwerpunkt für seine Lehre und Forschung waren Deutschlands Kolonien. Kolonialismus und Imperialismus waren um 1910 wesentliche Bestandteile der Weltwirtschaft und der wirtschaftlichen Globalisierung. Jöhlinger stand der deutschen Kolonialpolitik positiv gegenüber, interessierte sich jedoch vorrangig für die ökonomischen Bedingungen und Folgen.
Da sich die deutschen Wirtschaftsinteressen stark auf den Nahen Osten, das Osmanische Reich, Palästina und Persien fokussierten und er dem Orientalistik-Seminar angehörte, blickte auch Jöhlinger intensiv in diese Regionen. Beispielsweise untersuchte er die Strategien für die Bagdad-Bahn und andere mit deutschem Kapital und deutscher Technik errichtete Eisenbahnen. Er hoffte, Studenten und junge Kaufleute für Tätigkeiten mit und in den Kolonien und im Ausland zu interessieren. Er setzte sich aber auch für eine Verbesserung der Kulturkenntnisse über den islamisch geprägten Kulturraum in Deutschland ein
Jöhlinger war 1913/17 Mitgründer der Deutschen Gesellschaft für Islamkunde (DGI). Er gehörte dem Vorstand als Schriftführer an.
Als der Erste Weltkrieg begann, behandelte er in Vorlesungen zu „Krieg und Volkswirtschaft“ auch die wirtschaftliche Kriegführung. Dies erhielt große Bedeutung, da die britische Marine durch Finanz- und Handelssanktionen, Zwangsliquidationen, Sanktionen gegen neutrale Staaten, vor allem aber die Seeblockade der deutschen Volkswirtschaft massiven Schaden zufügte und die Nahrungsmittellage der Bevölkerung stark einschränkte. Von amtlichen Stellen erhielt er so viel Material, dass er den ursprünglichen Plan aufgab, einen Aufsatz zu schreiben, der in Schmollers Jahrbuch für Gesetzgebung, Verwaltung und Volkswirtschaft im Deutschen Reiche erscheinen sollte. Stattdessen schrieb er das bald weit beachtete Buch Der britische Wirtschaftskrieg und seine Methoden. Es berücksichtigte den Stand bis August 1917, als Jöhlinger zum Militär eingezogen wurde. Die Korrekturbögen seines Buches las er noch in der Kaserne der Leibgrenadiere in Frankfurt/Oder. Das mit rund 500 Seiten sehr umfangreiche Buch fand große Beachtung in Fachkreisen wie in den Wirtschaftsteilen der Zeitungen. Der Grund war, dass die Kriegsniederlage stark der britischen Seeblockade zugeschrieben wurde und die Seeblockade auch nach dem Waffenstillstand lange nicht aufgehoben wurde, was zu Hungerkrisen führte.

### Der Zeitungswissenschaftler
Wie sein Lehrer Brunhuber entwickelte Jöhlinger ein starkes Interesse an der noch jungen und nicht etablierten Publizistik- und Kommunikationswissenschaft, die damals Zeitungskunde oder Zeitungswissenschaft hieß. Seine Stellung als Hochschuldozent gab ihm die Möglichkeit, mit dem Preußischen Kultusministerium über ein Lehrfach Zeitungskunde zu verhandeln.
Mitte Oktober 1918 machte er dem Kultusministerium den Vorschlag, an der Berliner Universität auch das Zeitungswesen behandeln zu lassen. Im Sommersemester 1919 konnte der Vorlesungszyklus „Das Zeitungswesen in Deutschland und im Ausland“ beginnen. Jöhlinger hielt seine erste Vorlesung am 26. Mai 1919. Seine Einführung zum Vorlesungszyklus erschien noch im selben Jahr als Buch und gab einen Überblick über den Stand der jungen Disziplin zu Beginn der Weimarer Republik.
Bei diesem Buch handele es sich, so Friedrich Heilbron (der wenige Wochen später Reichspressechef wurde) in einer DAZ-Rezension, „gar nicht mehr um eine Einführung, sondern um ein kurzgefaßtes Lehrbuch der Journalistik“. Darin erläuterte er die politische Relevanz (öffentliche, kulturelle und demokratische Aufgaben) und wissenschaftliche Bedeutung des neuen Faches. Er wies zugleich auf Gefahren für die Presse und durch den Missbrauch der publizistischen Macht hin.
Er veröffentlichte einige zeitungskundliche Beiträge in Zeitschriften sowie in Buchform. Er trug mit Presse-bezogenen Artikeln zu dem ab 1920 erscheinenden Monumentalwerk Handbuch der Politik bei. Er war Herausgeber der Reihe Abhandlungen aus dem Seminar für Zeitungskunde und Zeitungspraxis in Berlin bei Gustav Fischer Verlag, Jena, ab 1922.
Das „Seminar für Zeitungskunde und Zeitungspraxis“ war äußerst spärlich ausgestattet. Es bestand zunächst nur aus ihm selbst und den von anderen Instituten oder der Privatwirtschaft stundenweise rekrutierten Lehrbeauftragten. Das Seminar erhielt keine weiteren staatlichen Mittel und war vollständig auf private Spenden angewiesen – und das waren meist Bücher, Zeitungs- und Zeitschriftenbände für die Seminarbibliothek. In der Branchenfachpresse warb Jöhlinger um Schenkungen seltener Drucke und Einzelexemplare. Die bedeutendste Einzelspende war eine umfangreiche, kostbare Zeitungssammlung, die bis ins 18. Jahrhundert zurückreichte, die der bekannte Wirtschafts-, Finanz- und Reisejournalist sowie Vorsitzende der Berliner Pressekonferenz, Georg Schweitzer, im Frühjahr 1920 Jöhlingers Institut vermachte.
Innerhalb der Universität stieß das Fach auf Vorbehalte. Es blieb exotisch: Das Fach wurde nicht wie an anderen Universitäten an der Philosophischen oder Staatswissenschaftlichen (Juristischen) Fakultät angesiedelt, fand also keinen Anschluss an die etablierten Wissenschaftseinrichtungen.
Emil Dovifat, der spätere Nestor der Berliner Zeitungswissenschaft, würdigte später Jöhlingers Pionierrolle. Dass sein Fach nur „sehr bescheiden“ am Orientalischen Seminar angesiedelt war, kommentierte er mit den Worten, dort sei man sich früher als an anderen Fakultäten „gerade auch über die internationale Bedeutung des Faches klar“ klar gewesen. Inhaltlich lobte er, dass Jöhlinger „in organisierter Selbsthilfe und der Selbstkritik der Presse den Weg zu einer von innen her geleiteten Wertsteigerung und Verantwortung“ gezeigt habe. Allerdings kam Jöhlinger den Plänen seines Kollegen Martin Mohr für ein Deutsches Institut für Zeitungskunde (DIZ) in die Quere. Mohr wollte dies in Absprache mit der Zeitungswissenschaftlichen Kommission beim Reichsverband der Deutschen Presse (RDP) an die Universität bringen. Laut Joachim Heuser und Peter Szyszka war es für Mohr und den RDP eine völlige Überraschung, dass Jöhlinger 1919 seinen Lehrauftrag erhielt. Jöhlinger strebte erfolglos danach, vom kleinen Orientalischen Seminar an die Staatswissenschaftliche Fakultät umzuziehen, und als dieses nach 1922 Sparplänen zum Opfer zu fallen schien, suchte er ein Dach bei der Philosophischen Fakultät. Das konnte er aber nicht mehr umsetzen. Der RDP setzte sich gemeinsam mit dem Verlegerverband aber für das Konzept Mohrs ein. Während Jöhlinger sehr krank wurde und 1924 starb, womit das Seminar praktisch funktionslos wurde, erhielt Mohr den Lehrauftrag (1927) und konnte in der Nachfolge des Jöhlinger-Seminars das DIZ errichten.
Dieter Paul Baumert widmete 1928 seine heute noch fachhistorisch wertvolle Dissertation Die Entstehung des deutschen Journalismus : Eine sozialgeschichtliche Studie „Herrn Ministerialrat Dr. Otto Jöhlinger † dem Begründer und Leiter des ersten Berliner Zeitungswissenschaftlichen Institutes in memoriam“. Er bedauerte, dass Jöhlingers Pionierarbeit bei der DIZ-Gründung zunächst „vollkommen ignoriert“ worden war. Er geriet aber nicht völlig in Vergessenheit. Bei der Etablierung der Wissenschaftsdisziplin fiel meist auch sein Name. Bei der Neueröffnung des DIZ Ende 1930 erwähnte Direktor Dovifat Jöhlinger abermals neben Karl Blücher, Adolf von Harnack und Martin Mohr. Trotz Jöhlingers jüdischer Herkunft brauchte der DIZ-Mitarbeiter Hans Traub in Walther Heides Handbuch der Zeitungswissenschaft 1942 ein kurzes Porträt über den Mitgründer der Disziplin unter. Karl d’Ester benannte Jöhlinger 1949 für die „Ehrentafel der deutschen Zeitungswissenschaft“.
Jöhlingers private wertvolle Zeitungs- und Materialsammlung und Bibliothek kam jedoch nicht an das Berliner DIZ. Seine Witwe übergab es 1932 an das von Karl d’Ester geleitete Institut für Zeitungsforschung an der Universität München.

### Weitere Hochschulen
Jöhlinger war Dozent an drei weiteren wissenschaftlichen Lehranstalten: an der Handelshochschule Berlin, an der 1918 gegründeten Verwaltungsakademie Berlin sowie an der 1919 in Berlin gegründeten Deutschen Hochschule für Politik (DHfP).
Er war Mitgründer und Wissenschaftlicher Direktor an der Verwaltungsakademie, einer 1918 geschaffenen Fortbildungseinrichtung für den mittleren Staatsdienst. Laut eines Artikel Jöhlingers in der Zeitschrift Die Grenzboten stellten mehrere Berufsverbände Zuschüsse für dieses Institut bereit, das sich nach dem Prinzip der Selbstverwaltung tragen sollte. Es ging Jöhlinger zufolge auf die Initiative des Reichseisenbahnamt-Sekretärs Walter Pietsch zurück. Die Akademie war selbstständig, aber durch zahlreiche Dozenten mit der Berliner Universität verbunden. Vorlesungen wurden meist nachmittags und abends angeboten; es gab aber auch Vollzeitoptionen für Beamte, die nicht aus dem Großraum Berlin kamen. Die Lehrfächer umfassten Staats- und Kommunalpolitik, Recht, Ökonomie, Finanz- und Steuerwesen, Statistik, Verwaltungslehre sowie Fremdsprachenunterricht. Jöhlinger setzte sich für eine wissenschaftliche Fortbildung auf Hochschulniveau für mittlere Beamte ein, die kein Abitur vorweisen konnte, weil er mit einem Nachwuchsmangel im öffentlichen Dienst und konkret damit rechnete, dass die Zahl der Studierenden aus wirtschaftlichen Gründen massiv zurückgehen würde. Außerdem sah er eine verbesserte Qualifikation und neue Aufstiegschancen als essenziell für eine Verwaltungsreform. Von der Gründung 1918 bis 1922 nahmen rund 7300 Hörer an Akademiekursen teil.
Gemeinsam mit Eduard Heilfron gab Jöhlinger die Schriftenreihe der Verwaltungsakademie Berlin heraus.
An der Deutschen Hochschule für Politik hielt er 1920/21 Vorlesungen über „Die Entwicklung des deutschen Zeitungswesens“, 1922/23 über „Die deutsche Presse“.

### Der Historiker:Bismarck und die Juden
Jöhlinger verstand sich als liberalkonservativer und national denkender, loyaler Deutscher und – nicht zuletzt durch seine Bildung und seine Berufe als Journalist, Schriftsteller und Hochschullehrer – mit der deutschen Kultur verwachsen. Umso mehr schmerzten ihn die Angriffe durch die alldeutsche und völkische Bewegung, die während des Weltkriegs und in den Nachkriegsjahren anschwoll und in ihrem Antisemitismus extremer wurde.
Er wurde Mitglied des Hauptvorstands des 1921 gegründeten Verbands nationaldeutscher Juden (VnJ).
Als typisches Mitglied seiner Generation war Jöhlinger mit der Verehrung und kultähnlichen Idolisierung Otto von Bismarcks aufgewachsen. Er persönlich bewunderte den verstorbenen Politiker und Reichsgründer. Er war kein Historiker, beschäftigte sich jedoch intensiv mit Bismarcks Leben, Wirken und Schriften. Er schrieb in der Kölnischen Zeitung mehrere Artikel über Einzelaspekte Bismarcks.
Als Journalist blickte er besonders auf Bismarcks Verhältnis zur öffentlichen Meinung. Er kam zu dem Schluss, dass der wendige, opportunistische Machttaktiker sehr oft missverstanden wurde. Eines der größten Missverständnisse schien ihm zu sein, Bismarck systematischen Antisemitismus zu unterstellen. Sowohl Juden als auch Antisemiten schienen überzeugt, dass Bismarck ein Judenfeind war; aber Jöhlinger war auf viele Widersprüche gestoßen. In einer mehrjährigen Untersuchung, die er betont als ergebnisoffen darstellte, versuchte er Bismarcks Haltung zu ergründen. Zwar war es nicht Jöhlingers Ziel, den Antisemiten Bismarck als politischen Vordenker und Kronzeugen auszuspannen, aber genau dieses Ergebnis war für politisch liberale und konservative Juden und Philosemiten wertvoll. Jöhlingers Recherche ermöglichten es, die von Antisemiten bevorzugt genutzten Bismarck-Zitate in ihren Kontext zu stellen, gezielt zu widersprechen und mit gegenteiligen Fakten und Zitaten zu argumentieren.
Sein Kernergebnis war, dass Bismarck als junger ostelbischer Junker die Judenfeindschaft seiner Gesellschaftsschicht selbstverständlich übernahm und offensiv vertrat. Dies waren Vorurteile religiös–kultureller Natur, eine traditionelle christliche Judenfeindschaft, kein durch eine Rassenideologie begründeter völkischer Antisemitismus. Jöhlinger zufolge änderte sich Bismarck Haltung in den 1850er Jahren als Gesandter in Frankfurt am Main. Als reiferer Diplomat und Politiker habe Bismarck den Judenhass völlig abgelegt. Diese grobe Einteilung war nicht neu, aber Jöhlinger untersuchte den fortwährenden Wandel seiner Einstellungen in vielen Details. Dabei machte Jöhlinger auch deutlich, dass Bismarck – anders als der Kult um den „Eisernen Kanzler“ es suggerierte – alles anderes als eisern war, sondern im ständigen Wandel. Wie er sich zur Judenfrage und zur Judenemanzipation verhielt, war von politischem Kontext, Opportunismus und Beziehungen zu bestimmten Personen abhängig (etwa Ferdinand Lassalle, Gerson von Bleichröder, Benjamin Disraeli). Bismarck war in Bezug auf Juden nicht nur zwiespältig, sondern er bezog zahlreiche Positionen oder auch gar keine. Für Bismarck habe es „kein Judenproblem im Sinne der Antisemiten“ gegeben, so Jöhlinger. Für ihn sei allein relevant gewesen, ob Menschen oder Gruppen für ihn gut und nützlich waren. In dieser Hinsicht sei er völlig vorurteilslos gewesen. Als die antisemitische Bewegung des Hofpredigers Adolf Stoecker begann und erstarkte, habe Bismarck ihn je nach politischer Lage genutzt oder gebremst, Stoecker selbst jedoch stets auf Distanz gehalten. Jöhlinger nutzte zahlreiche Memoiren von Zeitgenossen, Briefe und Akten, um Bismarcks Äußerungen im kleinen Kreis zu erschließen. Auch hier fand er eine Vielzahl von Belegen gegen einen persönlichen Antisemitismus. Jöhlinger erhielt zahlreiche persönliche Rückmeldungen; darunter auch von einem der letzten lebenden Mitarbeiter Bismarcks, der Jöhlingers Urteil voll bestätigte.
In der liberalen Presse und jüdischen Kreisen fand das Buch ein erhebliches Echo und löste eine Debatte aus. Isidor Levy, der politische Chefkommentator der Vossischen Zeitung, der in der Auseinandersetzung mit der Antisemitismus-Bewegung Bismarck angegriffen und daraufhin von Bismarck wegen Beleidigung verklagt worden war, beurteilte Jöhlingers Werk in Das Demokratische Deutschland differenziert. Der Inhalt sei „dem Kenner nicht neu“ und auch nicht vollständig. Jöhlinger habe aber anders als andere Autoren exklusiven Zugang zu amtlichen Akten gehabt. So habe er neue Erkenntnisse über den Fall des Hofpredigers Adolf Stoecker bringen können. Ernst Feder hob im Berliner Tageblatt hervor, dass die Angriffe der Deutschnationalen Volkspartei (DNVP) und der Deutschvölkischen Freiheitspartei (DVFP) auf das Regierungspersonal der Republik sehr den von Jöhlinger herausgearbeiteten Methoden ähnelten, mit denen konservative Antisemiten 40 Jahre früher Bismarck attackiert hatten. In der Weltbühne fand Richard Lewinsohn (Vossische) fand das Buch „notwendig“, weil es Tatsachen gegen die vermeintliche Gewissheiten stelle. „Es ist eins der seltenen Geschichtsbücher, die ohne Tiefenschwatz und Gelehrtenkram, ohne Bilderbogen und Anekdoten Vergangenheit lebendig machen: so lebendig, wie Historie sein darf, und so objektiv, wie eine Persönlichkeit zu schreiben vermag. Es ist das Bekenntnis eines, der Bismarck liebt, aber der die Wahrheit mehr liebt. Es ist schon ein Buch!“

## Schriften (Auswahl)

### Volks- und finanzwirtschaftliche Schriften
- Die Praxis des Getreidegeschäftes an der Berliner Börse: Ein Hand- und Lehrbuch für den Getreidehandel. Berlin 1910 redir=0&sa=X&redir esc=y Google Books 2. Aufl. 1917, Google Books
- „Die Getreidehandelspolitik Deutschlands während des Krieges“. Nord und Süd 152. Band, 1915, S. 316 [Digitalisat Internet Archive]
- „Aus der englischen Volkswirtschaft“. Nord und Süd 157. Band 1916, S. 174–185 [Internet Archive]
- (mit Erwin Respondek) „Die Moratorien im Auslande : Krieg und Zahlungsstundung Die Regelung des Zahlungsverkehrs in den kriegführenden Ländern“. Zeitschrift für Handelswissenschaften und Handelspraxis 9. Jg., Heft 1–4, April 1916, S. 1–5 pOh7pO8k01rwOfcxnGb0tjqMOhcrBn DBJXM0psAqgGtj4kC4hfJtOmBPjU0HUvh9vM e4osD3KEgWgvZIqO2KyZDZM0EQjUyMOiWq5Tybb9VA9q3L4z3E7IhbpKJOzsN2l1DM0Ws77mz22riio8P9-YLVurQe7S04sOO15k9hzFwBqpigpjjsbrTZ7VskQjNeCQUVgzUHpqMeQnfn2XkLDIjlvhdHT8kJ0od4cKJKFx9DHuAobOQo9lQOH-OfCAkDKgglZqNwD9lG3WhOgqOpUU GoogleBooks
- Weltwirtschaftliche Ursachen des Kriegs. Dietrich Reimer, Berlin 1916
- (Hrsg.) Deutsche Wirtschaft im Kriege. Verlag der Deutschen Export-Revue, Berlin 1916
- Der deutsche Export nach dem Kriege. Das Größere Deutschland Jg. 3, Nr. 17, 1916
- Der britische Wirtschaftskrieg und seine Methoden. Julius Springer, Berlin 1918 Digitalisat, MDZ
- „Die Finanzwirtschaft unserer Gegner während des Kriegs“. Finanz-Archiv Zeitschrift für das gesamte Finanzwesen 34. Jg., Heft 1, 1917, S. 42–108 [JSTOR]
- „Uebersicht über den Weltgetreidemarkt vom 1. Februar bis 1. Juni 1917“. (Miszellen) Jahrbücher für Nationalökonomie und Statistik 109. Jg. 1917, S. 31–49 https://doi.org/10.1515/jbnst-1917-0103
- „Weltkrieg und Weltversorgung“. (Miszellen) Jahrbücher für Nationalökonomie und Statistik 109. Jg., 1917, S. 323–334 https://doi.org/10.1515/jbnst-1917-0123
- „Genossenschaften oder freier Handel?“ Jahrbücher für Nationalökonomie und Statistik 110. Jg., 1918, S. 311–322 https://doi.org/10.1515/jbnst-1918-0123
- Herausgeber (Auswahl und Einleitung). Friedrich List : Gedanken und Lehren. Insel Verlag, Leipzig 1919
- „Der Weltwirtschaftskrieg“ [Kap. 22]. In: Gerhard Anschütz et al. (Hrsg.). Handbuch der Politik. 2. Band: Der Weltkrieg. Walther Rothschild, Berlin und Leipzig 1920, S. 219–223 [Internet Archive]
- „Eine literarische Tat“ [über John Maynard Keynes]. Die neue Zeit Wochenschrift der Deutschen Sozialdemokratie 38. Jg., 2. Bd., Nr. 15, 9. Juli 1920, S. 342–345 [FES]

### Kolonialwirtschaftliche und kolonialpolitische Schriften
- Die wirtschaftliche Bedeutung unserer Kolonien: sechs Vorlesungen für Kaufleute. Dietrich Reimer (Emst Vossen), Berlin 1910
- „Bernhard Dernburg, ein kaufmännischer Minister“. Beiblatt zur Zeitschrift für Handelswissenschaft und Handelspraxis 4. Jg., Nr. 4, April 1911, S. 62–64; Nr. 5. Mai 1911, S. 73–81 [GoogleBooks]
- Das heimische Kapital und die deutschen Kolonien. D. Reimer, Berlin 1912
- „Deutschlands koloniale Eisenbahnen und ihre Finanzierung“. Technik und Wirtschaft Monatsschrift des Vereines Deutscher Ingenieure 6. Jg., Heft 6, Juni 1913, 351–365 [GoogleBooks]
- „Koloniale Rundschau (Otto Jöhlinger)“. Nord und Süd 140. Band, 1912, S. 88, 223, 356, 463, 559, 627 [Internet Archive]
- „Koloniale Rundschau (Otto Jöhlinger)“. Nord und Süd 141. Band, 1912. S. 123, 259 [Internet Archive]
- Die koloniale Handelspolitik der Weltmächte. Leonhard Simion Nf. , Berlin 1914 urn:nbn:de:bvb:12-bsb11124357-7 [Digitalisat MDZ]
- „Koloniale Schiffahrtsprobleme“. Zeitschrift für Politik, 7. Jg., 1914, S. 243–258 [Digitalisat JSTOR]
- „Kolonialschulden und Kolonialanleihen“. Finanz-Archiv Zeitschrift für das gesamte Finanzwesen 31. Jg., Hefte 1 1914, S. 1–32 [GoogleBooks]
- „Die Diamanten Südafrikas“. Schmollers Jahrbuch für Gesetzgebung, Verwaltung und Volkswirtschaft, 38. Jg., 1914
- „Weltpolitik und Kolonialpolitik“. Koloniale Rundschau Zeitschrift für Weltwirtschaft und Kolonialpolitik Heft 10, 1916 [Digitalisat Stabi Berlin]
- „Ernst Vohsen, ein Lebensbild“. Koloniale Rundschau Monatsschrift für die Interessen unserer Schutzgebiete und ihrer Bewohner, 1. April 1919 [Digitalisat ZBW]
- "Die Erschließung Kleinasiens". Berliner Tageblatt, Wochenausgabe für Ausland und Übersee 5. Jg., 1916 (Sondernummer Berlin–Bagdad)
- „Das deutsche Kapital und der Orient“. Berliner Tageblatt Wochenausgabe für Ausland und Übersee 5. Jg., Nr. 37, 12. September 1916, S. 7 (Türkei-Sondernummer herausgegeben im Einvernehmen mit der Deutsch-Türkischen Vereinigung) [ZEFYS Berlin]

### Zeitungswissenschaft und Zeitungskunde
- „Zeitungswesen und Hochschulstudium: Einführung zu den Vorlesungen über: "Das Zeitungswesen in Deutschland und im Ausland"“. Gustav Fischer, Jena 1919 [Digitalisat Internet Archive]
- Das Zeitungswesen in Deutschland und im Ausland. Gustav Fischer, Jena 1919
- „Preßfreiheit und Preßpolitik : Vereins- und Versammlungsrecht“. In: G. Anschütz et al. (Hrsg.). Handbuch der Politik. Bd. 1. Walther Rothschild, Berlin und Leipzig 1920, S. 189–196.
- „Zeitungswesen als Hochschulfach und die Vorbildung der Journalisten (in Deutschland)“ In: G. Anschütz et al. (Hrsg.). Handbuch der Politik Bd. 3, Walther Rothschild, 1921 S. 295–301 [Internet Archive]
- „Wolfgang Menzels preußische ,Subvention‘“. Frankfurter Zeitung 66. Jg., Nr. 675, 1. Morgenblatt, 11. September 1921, S. 3 [Digitalisat HEBIS Frankfurt]
- „Die Tragödie einer liberalen Zeitung : Entdeckungen in alten Archiven“ [über Deutsche Zeitung]. Vossische Zeitung Nr. 343A, 11. Juli 1920, S. 2–3 [ZEFYS]

### Verschiedenes
- „Auslandsstudium und Kulturpolitik“. Die Grenzboten : Zeitschrift für Politik, Literatur und Kunst, Jg. 76, 1. Vj., 1917, S. 358–363 [Digitalisat SUUB Bremen]
- „Mitteilungen der Deutschen Volksräte Posens und Westpreußens: Eine Verwaltungs-Akademie in Berlin“ Die Grenzboten : Zeitschrift für Politik, Literatur und Kunst, 78. Jg., 2. Vj., 1919, S. 114–116 [Digitalisat SUUB Bremen]
- „Verwaltungs-Reform und Verwaltungs-Akademie“ (Teil 1). Die Grenzboten : Zeitschrift für Politik, Literatur und Kunst 81. Jg., S. 84–87 [Digitalisat SUUB Bremen]
- „Verwaltungs-Reform und Verwaltungs-Akademie“ (Teil 2). Die Grenzboten : Zeitschrift für Politik, Literatur und Kunst 81. Jg., S. 101–105 [Digitalisat SUUB Bremen]

### Bismarck
- „Bismarck als politischer Journalist“ Kölnische Zeitung 10. Dezember 1921, S. 7 [Zeitungsportal]
- „Bismarck und Wilhelm II.“ Kölnische Zeitung 7. August 1923, S. 5 [Zeitungsportal]  und 11. August 1923, S. 7 (Fortsetzung)  und 20. August 1923, S. 5 (Fortsetzung)  und 3. September 1923, S. 1 (Fortsetzung)
- Bismarck und die Juden. Reimer, Berlin 1921. [Digitalisat Internet Archive]
- „Bismarcks Stellung zum Judentum“. Jüdisch-liberale Zeitung 1. Jg., Nr. 38, 26. August 1921, S. 3 [UB Frankfurt]
- Artikelserie „Bismarcks Stellung zum Judentum“, ursprünglich Kölnischer Zeitung, hier Nachdruck Jüdisch-liberale Zeitung (Breslau)
- „Bismarcks Stellung zum Judentum“. Jüdisch-liberale Zeitung 1. Jg., Nr. 34, 29. Juli 1921, S. 2–3 [UB Frankfurt] , Jüdisch-liberale Zeitung 1. Jg., Nr. 35, 5. August 1921, S. 1–2 (Fortsetzung), Jüdisch-liberale Zeitung 1. Jg., Nr. 36. 12. August 1921, S. 1–2 (Fortsetzung); Jüdisch-liberale Zeitung 1. Jg., Nr. 37, 19. August 1921, S. 1–2 (Fortsetzung); Jüdisch-liberale Zeitung 1. Jg., Nr. 38, 26. August 1921, S. 3–4  (Schluss)